# Daigo Imai
Daigo Imai (japanisch 今井 大悟 Imai Daigo; * 19. Februar 1984 in der Präfektur Okayama) ist ein japanischer Fußballspieler.

## Karriere
Imai erlernte das Fußballspielen in der Universitätsmannschaft der Fukuyama-Universität. Seinen ersten Vertrag unterschrieb er 2006 bei Sagawa Express Osaka. Der Verein spielte in der dritthöchsten Liga des Landes, der Japan Football League. 2007 wechselte er zum Ligakonkurrenten ALO'S Hokuriku (heute: Kataller Toyama). Am Ende der Saison 2008 stieg der Verein in die J2 League auf. 2010 wechselte er zum Drittligisten Blaublitz Akita. Ende 2011 beendete er seine Karriere als Fußballspieler.